# Alan Hirschfield
Alan James Hirschfield (Nova Iorque, 10 de outubro de 1935 — Wyoming, 15 de janeiro de 2015) foi um empresário e filantropo norte-americano do cinema.